# Il molto onorevole Mr. Pulham
Il molto onorevole Mr. Pulham (H.M. Pulham, Esq.) è un film del 1941 prodotto e diretto da King Vidor, tratto dal romanzo omonimo di John P. Marquand e interpretato da Hedy Lamarr, Robert Young e Ruth Hussey.
Film dalla struttura narrativa relativamente complessa per gli standard del tempo, poiché non solo una volta, ma più volte nel film, i flashback al passato si intrecciano con la trama al presente. I due personaggi principali appaiono spesso nella stessa inquadratura senza interagire, un'anteprima del finale infelice della loro relazione.

## Trama
Nella Boston del 1940, Harry Moulton Pulham è un ricco uomo d'affari di mezza età appartenente all'alta borghesia cittadina, che conduce una vita tranquilla, incardinata nei binari di una routine giornaliera ben codificata e immutata negli anni. Il suo matrimonio con Kay, con la quale ha avuto due figli, è armonioso ma senza particolare passione.
Un giorno, in occasione di una rimpatriata con i suoi vecchi compagni di studi ad Harvard, viene invitato dal suo vecchio amico Rodney 'Bo-Jo' Brown di compilare come tutti i vecchi studenti un piccolo riassunto della sua vita. Harry, dapprima non molto convinto, inizia poco alla volta a rimuovere il velo di nebbia calato sui propri ricordi, a partire dalle esperienze di giovane ragazzo al college, per proseguire con  il suo servizio militare nella prima guerra mondiale. Ricordare provoca in Harry un vago disagio, un senso di straniamento che comincia ad influenzare la sua rodata routine quotidiana. Poco tempo dopo, viene contattato telefonicamente dalla sua ex collega di lavoro Marvin Myles, ora signora Ransome, che si trova in quei giorni a Boston e che chiede di vederlo. Fra loro, vent'anni prima, vi era stata una intensa passione quando i due lavoravano insieme a New York. Harry, turbato, accetta di vederla fissando l'incontro in un ristorante, senza far parola di questo a sua moglie. Giunto sul luogo dell'appuntamento però, rinuncia ad incontrare Marvin, e si allontana, colpito ancora dall'avvenenza della donna.
Tormentato dai ricordi, Harry torna con la memoria a venti anni prima, ai fatti accaduti dopo la fine della guerra, ai tempi del suo primo lavoro nella società pubblicitaria di New York di J. T. Bullard, lavoro ottenuto attraverso la mediazione del suo amico di Harvard Bill King.
Erano tempi in cui desiderava distaccarsi dall'ambiente familiare di Boston, certamente ricco e rassicurante, ma considerato troppo “vecchio stile”. Il trambusto del business pubblicitario, creativo e in rapida evoluzione permetteva una vita diversa e più eccitante. Sul lavoro, Harry conobbe la sua collega Marvin Myles, una donna moderna  che lo colpì subito per l'atteggiamento indipendente e sicuro di se. I due scoprirono di amarsi, ma presto sorsero dei problemi. La famiglia di Harry, molto conservatrice, accolse Marvin calorosamente, ma le differenze tra lei e i Pulham erano fin troppo evidenti. Marvin non poteva soddisfare le idee tradizionali di una moglie una volta sposata. Quando, alla morte del padre, Harry ereditò l'azienda di famiglia e scelse di rimanere a Boston, per Marvin rinunciare al suo lavoro e passare il resto della sua vita nella polverosa classe superiore dei Pulham era fuori questione. Così i due, pur amandosi profondamente, si divisero. Harry alla fine sposò Kay Motford, conosciuta fin da bambina e proveniente dalla sua stessa sfera sociale, che condivideva i suoi modi di pensare e le sue routine di vita.
Riemergendo a fatica dai suoi ricordi e tornato nel presente, ora Harry prova una profonda insoddisfazione per la sua vita, sentendosi intrappolato tra lavoro e matrimonio. Le conversazioni con Kay gli sembrano noiose e superficiali. A colazione, chiede alla moglie di fare un viaggio improvviso, partire con lui quello stesso giorno senza una meta. Kay reagisce con sorpresa e scetticismo, giudicando bislacca e impraticabile l'idea del marito.
Harry allora contatta Marvin, e va a trovarla nella sua stanza d'albergo. La donna ha raggiunto il successo professionale che agognava, sembra felice ed è sposata con un uomo che nell'aspetto somiglia vagamente ad Harry. I due si accorgono che la loro vecchia passione è rimasta immutata, si baciano, ma entrambi alla fine si rendono conto che il loro momento è passato per sempre e che indietro non si può tornare, anche se le loro vite attuali hanno deluso entrambi.
Dopo aver lasciato Marvin, Harry in strada incontra Kay al volante della loro automobile. La donna è dispiaciuta di non aver preso sul serio Harry quella mattina, e desidera ora intraprendere quel viaggio che il marito tanto desiderava. L'uomo in un primo momento è poco entusiasta, ma Kay riesce a coinvolgerlo e i due decidono di partire.
Harry capisce che la sua vita con Kay è forse migliore di quello che solo poco prima immaginava.

## Produzione
Lamarr descrisse H.M. Pulham Esq. come il film più importante della sua carriera fino a quel momento. Le fu data la possibilità di ritrarre una donna moderna e sicura di sé per l'epoca, ma allo stesso tempo sensibile. Spesso rimproverata dalla critica, in questa occasione ricevette critiche molto positive. Secondo il regista, “...il film fu concepito per essere girato completamente dal punto di vista del protagonista, e nulla di quanto accade ove egli non sia presente in prima persona viene mostrato. Quindi Robert Young è in ogni scena del film o è nella stanza quando ogni scena accade. Nel caso di conversazioni telefoniche, nessuno viene mostrato all'altro capo della linea. Sentiamo solo quello che sente Pulham. Non vediamo l'altra persona in nessun momento, perché questo significherebbe permettere al pubblico di vedere qualcosa che Harry Pulham non ha visto”.

## Distribuzione
Distribuito dalla Metro-Goldwyn-Mayer, il film fu presentato in prima a Boston il 3 dicembre; uscì poi nelle sale cinematografiche USA il 18 Dicembre 1941. In Italia, distribuito col titolo Il molto onorevole Mr. Pulham, arrivò solo nel secondo dopoguerra, presentato il 10 gennaio 1948.

## Accoglienza
Sebbene più di 200.000 copie del romanzo furono vendute nei primi sei mesi dalla pubblicazione e l'adattamento cinematografico abbia ricevuto recensioni per lo più buone, H.M. Pulham, Esq. non ebbe molto successo dopo la sua uscita nei cinema americani il 18 dicembre 1941. Destino comune a diverse pellicole uscite a ridosso dell'attacco giapponese a Pearl Harbor del 7 dicembre 1941, fra le quali l'ultimo film interpretato da Greta Garbo Non tradirmi con me.
Craig Butler della All Movie Guide definisce H.M. Pulham, Esq. un "...dramma malinconico e adulto sulla paura di non vivere la propria vita al massimo. Il film mostra che molte persone preferiscono scegliere sicurezza e comfort nei loro percorsi di vita piuttosto che un rischio che potrebbe tramutarsi in errore, ma sicurezza e comfort unito a "opportunità mancate" possono anche evolvere in un vicolo cieco mentale. Questo semplice messaggio del film è rilevante per molte persone, anche se il finale positivo del film non è del tutto coerente". Osserva Butler che "...la sceneggiatura e la regia di King Vidor sono riuscite a trasmettere questi messaggi in modo convincente. Robert Young è eccellente in un ruolo difficile in cui deve essere passivo e attivo allo stesso tempo. Hedy Lamarr in particolare,  raramente considerata un'attrice eccezionale, offre un lavoro impressionante nel ruolo giusto e sotto la giusta direzione e trasuda calore e sentimento in ogni inquadratura, cosa non sempre riuscita in altre sue interpretazioni".